# Тоні Амендола
Тоні Амендола (англ. Tony Amendola; нар. 24 серпня 1951) — американський актор, найвідоміший ролями майстра Джаффи Бра'така у телесеріалі Зоряна брама: SG-1. Амендола також відомий своєю роллю революційного лідера Едуарда Кагаме у телесеріалі «Континуум» та творця/батька Піноккіо, Геппетто у серіалі «Якось у казці».

## Біографія
Тоні Амендола народився в Нью-Гейвені, штат Коннектикут. Його мати походить з міста Амальфі в Італії. Він навчався в коледжі і мав стати юристом, але паралельно з навчанням відвідував і театральні класи. Після закінчення університету Південного Коннектикута у 1974 році, він навчався та здобув ступінь магістра образотворчих мистецтв у 1977 році в університеті Темпла (Філадельфія). У 1978 році він переїхав до Лос-Анджелеса, щоб знайти роботу в кіно і на телебаченні.
Амендола відомий різноманітними ролями, такими як торговець наркотиками Сантос Хіменес у телесеріалі Декстер, майстра Джаффа Бра'так у телесеріалі Зоряна брама: SG-1, лідера Кагаме в телесеріалі Continuum, Геппетто / Марко у фантастичному драматичному серіалі Якось у казці і католицького священика отця Переса у фільмах жахів 2014 року Аннабель та 2019 року Прокляття Ла Йорони.

## Фільмографія

### Фільми
| Рік  | Назва укр / ориг                                                                       | Роль                   | Примітки         | Ref   |
| ---- | -------------------------------------------------------------------------------------- | ---------------------- | ---------------- | ----- |
| 1985 | Maxie                                                                                  | безпритульний          |                  | [ 7 ] |
| 1988 | Wildfire                                                                               | лейтенант              |                  |       |
| 1989 | Помста Аль Капоне / The Revenge of Al Capone                                           | Зангара                | TV movie         |       |
| 1990 | Dark Avenger                                                                           | Том Рінгерман          | TV movie         |       |
| 1991 | Інопланетянин в чужому тілі / The Borrower                                             | доктор Чівер           |                  |       |
| 1991 | False Arrest                                                                           | доктор                 | TV movie         |       |
| 1992 | Джинн без пляшки / Wishman                                                             | Гроднік                |                  |       |
| 1993 | Убивство на замовлення / The Hit List                                                  | Рабін                  |                  |       |
| 1993 | Три серця / Three of Hearts                                                            | Гарві                  |                  |       |
| 1994 | The Cisco Kid                                                                          | Вашам                  | TV movie         |       |
| 1995 | Chameleon                                                                              | Альберто Кортессі      |                  |       |
| 1995 | Follow the River                                                                       | ЛаПлант                | TV movie         |       |
| 1996 | Зірка шерифа / Lone Star                                                               | Чучо Монтоя            |                  |       |
| 1998 | Маска Зорро / The Mask of Zorro                                                        | дон Луїс               |                  |       |
| 1999 | Колиска буде гойдатися / Cradle Will Rock                                              | Карл Джаспер           |                  |       |
| 1999 | Crazy in Alabama                                                                       | власник казино         |                  |       |
| 2001 | Кокаїн / Blow                                                                          | Санчес                 |                  |       |
| 2001 | Вічна битва / Megiddo: The Omega Code 2                                                | отець Тірмако          |                  |       |
| 2003 | Спритні руки / Shade                                                                   | доктор Дейлі           |                  |       |
| 2004 | Влада Дракона / Dragon Storm                                                           | Телдаг                 | TV movie         |       |
| 2005 | One More Round                                                                         | Слік Сол               |                  |       |
| 2005 | Зоряний загін: Війна на Марсі / Crimson Force                                          | Мардук                 | TV movie         |       |
| 2005 | Pizza My Heart                                                                         | отець Спеало           | TV movie         |       |
| 2005 | Заборонений воїн / Forbidden Warrior                                                   | Аджіс-Ака              |                  |       |
| 2005 | Легенда Зорро / The Legend of Zorro                                                    | отець Квінтеро         |                  |       |
| 2007 | Read You Like a Book                                                                   | Данте                  |                  |       |
| 2007 | Мрець / El Muerto                                                                      | падре Сомера           |                  |       |
| 2008 | The Warehouse Job                                                                      | Марк                   | короткометражний |       |
| 2009 | The Obolus                                                                             | Бріджмен               | короткометражний |       |
| 2009 | The Perfect Sleep                                                                      | доктор Себастян        |                  |       |
| 2011 | Зелений Ліхтар: Смарагдові лицарі / Green Lantern: Emerald Knights                     | Кентор / Аппа Алі Апса | озвучування      |       |
| 2011 | Borderline Murder                                                                      | доктор Мартінес        | TV movie         |       |
| 2011 | The Healer                                                                             | Медіна                 | короткометражний |       |
| 2012 | The Son of an Afghan Farmer                                                            | Бейзіл                 |                  |       |
| 2014 | Анабель / Annabelle                                                                    | отець Перес            |                  |       |
| 2015 | When Duty Calls                                                                        | Шон                    | TV movie         |       |
| 2015 | Pizza with Bullets                                                                     | голос Семмі            |                  |       |
| 2015 | The Devil's Candy                                                                      | Леонард                |                  |       |
| 2016 | Земля до початку часів: Подорож Хороброго / The Land Before Time: Journey of the Brave | оповідач               | голос            | [ 8 ] |
| 2019 | Прокляття Ла Йорони / The Curse of La Llorona                                          | отець Перес            |                  |       |
| 2019 | Santa Fake                                                                             | отець Естабан          |                  |       |
| 2022 | Стю                                                                                    | тренер Біч             |                  |       |

### Телебачення
| Рік       | Назва укр / ориг                                                                        | Роль                                                      | Примітки | Ref    |
| --------- | --------------------------------------------------------------------------------------- | --------------------------------------------------------- | --- | ------ |
| 1984      | Partners in Crime                                                                       | Емеліо Ортего                                             | епізод: «Fantasyland»                                                                                       | [ 9 ]  |
| 1988      | Закон Лос-Анджелеса / L.A. Law                                                          | Бартендер                                                 | епізод: «The Princess and the Pee»                                                                          | [ 7 ]  |
| 1989      | Коломбо / Columbo                                                                       | клірик                                                    | епізод: «Columbo Goes to the Guillotine»                                                                    |        |
| 1991      | She-Wolf of London                                                                      | доктор Преторіус                                          | епізод: «Bride of the Wolfman»                                                                              |        |
| 1993      | Сайнфелд / Seinfeld                                                                     | Салман Рушді                                              | епізодs: «The Pilot» and «The Implant»                                                                      |        |
| 1995      | Космос: Далекі куточки / Space: Above and Beyond                                        | капітан Левелін                                           | епізод: «Mutiny»                                                                                            |        |
| 1996      | Надія Чикаго / Chicago Hope                                                             | федеральний агент Нарамур                                 | епізод: «Hearts and Minds»                                                                                  |        |
| 1996      | Клан / Kindred: The Embraced                                                            | Соррел                                                    | епізод: «Cabin in the Woods»                                                                                |        |
| 1997      | Лоїс і Кларк: Нові пригоди Супермена / Lois & Clark: The New Adventures of Superman     | президент Каспаров                                        | епізод: «Sex, Lies and Videotape»                                                                           |        |
| 1997–1999 | Спаун / Todd McFarlane's Spawn                                                          | різні голоси                                              | |        |
| 1997–2003 | Практика / The Practice                                                                 | доктор Алвін Труб доктор Вілліс доктор Бернард Горман     | епізод: «The Means» епізод: «Race Ipsa Loquitor» епізодs: «Man and Superman» and «Concealing Evidence»      |        |
| 1997–2007 | Зоряна брама: SG-1 / Stargate SG-1                                                      | Бра'так Брае                                              | 26 епізодів епізод: «The Changeling»                                                                        |        |
| 1999      | Вавилон5: Хрестовий похід / Babylon 5: Crusade                                          | Натчок Вар                                                | епізод: «The Needs of Earth»                                                                                |        |
| 1999      | Справедлива Емі / Judging Amy                                                           | Атті Мортон                                               | епізод: «Presumed Innocent»                                                                                 |        |
| 2000      | Зоряний шлях: Вояжер / Star Trek: Voyager                                               | Хорус #1                                                  | епізод: «Muse»                                                                                              |        |
| 2000      | Цілком таємно / The X-Files                                                             | єпископ-курець                                            | епізод: «Hollywood A.D.»                                                                                    |        |
| 2000      | Ангел / Angel                                                                           | демон Тесулак                                             | епізод: «Are You Now or Have You Ever Been»                                                                 |        |
| 2000      | Сімейне право / Family Law                                                              | доктор Мартінес                                           | епізод: «Family Values»                                                                                     |        |
| 2001–2006 | CSI: Місце злочину / CSI: Crime Scene Investigation                                     | експерт з рукописних текстів орендодавець професор Рамбар | епізод: «I-15 Murders» епізод: «Viva Las Vegas» епізодs: «Secrets & Files» and «Pirates of the Third Reich» |        |
| 2002      | Усі жінки — відьми / Charmed                                                            | Темний В'язень                                            | епізоди: «Womb Raider» та «Marry-Go-Round»                                                                  |        |
| 2002      | Шпигунка / Alias                                                                        | Тамбор Барсело                                            | епізоди: «Trust Me» та «The Solution»                                                                       |        |
| 2002      | Західне крило / The West Wing                                                           | Алі Ніссір                                                | епізод: «Game On»                                                                                           |        |
| 2006      | Загальна лікарня / General Hospital                                                     | Альберто Росалес                                          | |        |
| 2007      | Декстер / Dexter                                                                        | Сантос Хіменес                                            | 3 епізоди                                                                                                   |        |
| 2008      | Термінатор: Хроніки Сари Коннор / Terminator: The Sarah Connor Chronicles               | Енріке Сальседа                                           | епізод: «Gnothi Seauton»                                                                                    |        |
| 2008      | 4исла / Numb3rs                                                                         | Роман Марковіус                                           | епізод: «Thirty-Six Hours»                                                                                  | [ 10 ] |
| 2009      | Місце злочину: Нью-Йорк / CSI: NY                                                       | професор Папакота                                         | 3 епізоди                                                                                                   |        |
| 2009      | Клуб ляльок / Dollhouse                                                                 | Атало Діакос                                              | епізод: «Gray Hour»                                                                                         |        |
| 2011      | Морська поліція: Лос-Анджелес / NCIS: Los Angeles                                       | Ахмед Гіджазі                                             | епізод: «Deadline»                                                                                          |        |
| 2011–2018 | Якось у казці / Once Upon a Time                                                        | Геппетто/ Марко                                           | 13 епізодs                                                                                                  | [ 11 ] |
| 2012–2015 | Континуум / Continuum                                                                   | Едуард Кагаме                                             | 12 епізодs                                                                                                  |        |
| 2014      | Менталіст / The Mentalist                                                               | Ауреліо                                                   | епізод: «Il Tavolo Bianco»                                                                                  | [ 12 ] |
| 2015      | C.S.I.: Кіберпростір / CSI: Cyber                                                       | Елліс Христос                                             | епізод: «Bit by Bit»                                                                                        | [ 13 ] |
| 2017      | Кастлванія / Castlevania                                                                | старійшина                                                | озвучування, 3 епізоди                                                                                      | [ 14 ] |
| 2017      | Скандал / Scandal                                                                       | прем'єр-міністр Назарі                                    | епізод: «Lost Girls»                                                                                        |        |
| 2017      | Холістичне детективне агентство Дірка Джентлі / Dirk Gently's Holistic Detective Agency | Арнольд Карденас                                          | епізод: «Girl Power» епізод: «Shapes and Colors»                                                            |        |
| 2017      | Чорний список: Спокута / Blacklist: Redemption                                          | Волкан Садік                                              | епізод: «Kevin Jensen»                                                                                      |        |
| 2018      | Рапунцель: Нова історія / Rapunzel's Tangled Adventure                                  | вартівник                                                 | голоос, епізод: «Keeper of the Spire»                                                                       |        |
| 2018      | Bud Light                                                                               | майстер                                                   | TV Ad |        |

### Відео ігри
| Рік      | Назва                                  | Роль                         | Примітки       |
| -------- | -------------------------------------- | ---------------------------- | -------------- |
| 2014 рік | World of Warcraft: Warlords of Draenor | Архімаг Хадгар               | Голос          |
| 2015 рік | Call of Duty: Black Ops III            | Доктор Юсеф Салім            | Голос          |
| 2015 рік | Fallout 4                              | Батько, полковник Сміт, Джош | Голос          |
| 2016 рік | World of Warcraft: Legion              | Архімаг Хадгар, Одін         | Голос          |
| 2016 рік | Світ остаточної фантазії               | Бранделіс                    | Голос          |
| 2016 рік | Final Fantasy XV                       | Джаред Хестер                | Голос          |
| 2019 р   | Star Wars Jedi: Fallen Order           | Ено Кордова                  | Голос та образ |